# ليباخ
لباخ (بالألمانية: Lebach) هي مدينة و بلدة ألمانية تقع في ألمانيا في سارلاند.  يقدر عدد سكانها بـ 20,388 نسمة .

## توأمة
لليباخ اتفاقيات توأمة مع:
- بيتش

## أعلام
- نادينة شون
- أيلين فريش